# Jan van Riebeeck

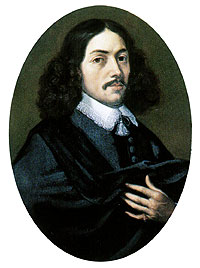
Jan van Riebeeck (portrait de Bartholomeus Vermuyden, utilisé pour illustrer les billets de banque avec le portrait de Jan van Riebeeck).

Jan Anthoniszoon van Riebeeck (Culemborg, 21 avril 1619 – Batavia, 18 janvier 1677) a établi pour la Compagnie néerlandaise des Indes orientales la première implantation européenne en Afrique du Sud, proche du cap de Bonne-Espérance. Devenue la colonie du Cap en 1691, ses frontières n'ont cessé de s'agrandir jusqu'à devenir la plus grande province d'Afrique du Sud.

## Biographie
Né à Culemborg aux Pays-Bas, Jan van Riebeeck a grandi à Schiedam.
À partir de 1639, Jan van Riebeeck travailla pour la Compagnie des Indes orientales. Il commença ainsi sa carrière d'administrateur en poste à Batavia en Insulinde puis visita le Japon.
Son poste le plus important fut celui de chef du comptoir commercial de Tonkin, dans le futur Viêt Nam. Il fut cependant rappelé de ce poste pour avoir mené des affaires à profit personnel.
Le 28 mars 1649, il épousa Marie de la Queillerie à Schiedam. Le couple aura huit enfants dont la plupart mourront en bas âge.
En 1651, la Compagnie des Indes orientales chargea Jan van Riebeeck d'établir au cap de Bonne-Espérance une station de retraitement pour permettre aux navires de la compagnie de s'approvisionner en eau et en nourriture. Il avait à sa disposition cinq navires (Drommedaris, Reijger, Goede Hoope, Walvis et Oliphant) pour effectuer le voyage et procéder à l'érection d'un fort.

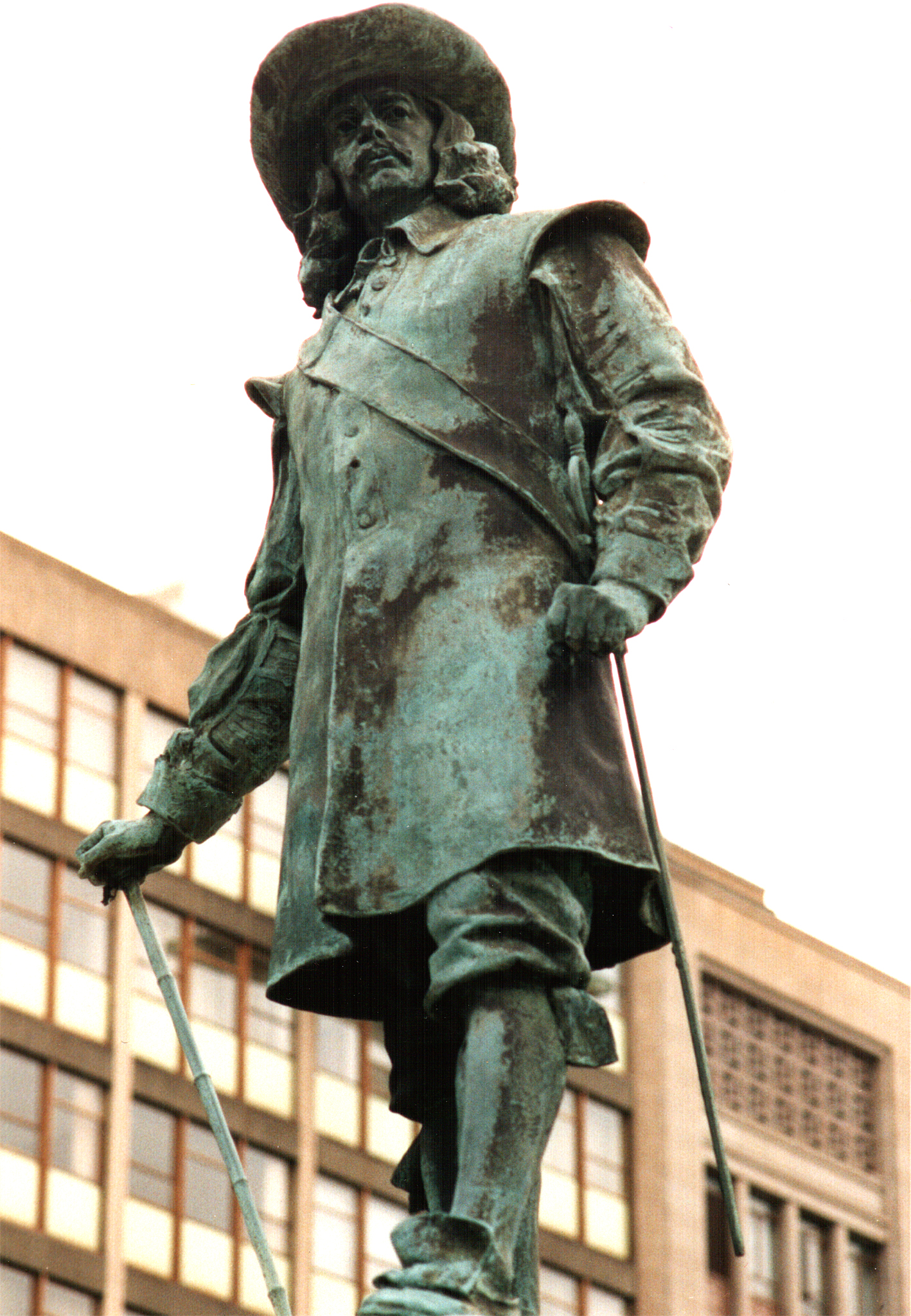
Statue de Jan van Riebeeck sur Heerengracht Street dans le centre-ville du Cap. Sculptée par John Tweed, elle fut offerte à la ville par Cecil Rhodes en 1899.

Le 6 avril 1652, après avoir perdu quelque 130 personnes au cours du voyage, Jan Van Riebeeck atteignit la baie de la montagne de la Table et y fonda le premier établissement néerlandais du Cap.
Les pionniers, au nombre de quatre-vingt-dix (dont huit femmes), érigèrent le fort puis par la suite installèrent des jardins tout autour, pour leur garantir des ressources fraiches tout en comptant sur le commerce avec les indigènes locaux (qu'ils appelaient les Hottentotten) pour la viande. Il n'y avait pas de volonté centrale pour construire un établissement permanent et les instructions donnés à van Riebeeck étaient clairement de ne pas établir une colonie mais juste un établissement relais pour les navires en route vers les Indes orientales.
Les premiers temps furent difficiles pour les Hollandais. Dix-neuf d'entre eux ne passèrent pas le premier hiver mais la station fut quand même opérationnelle dès 1659.
Entre 1657 et 1667, plusieurs expéditions furent organisées pour reconnaître l'intérieur des terres.
Van Riebeeck recommanda alors que les Hollandais libres (libérés de leurs obligations vis-à-vis de la compagnie) furent autorisés à commercer et à s'installer comme fermiers et c'est en février 1657 que la compagnie délivra ses premières autorisations à neuf (ex-)salariés de la compagnie pour s'établir librement le long de la rivière Liesbeek (en). La même année, des esclaves furent importés de Batavia et de Madagascar alors que plusieurs expéditions furent organisées pour reconnaître l'intérieur des terres.
Van Riebeeck quitta Le Cap en 1662 pour repartir vers les Indes orientales alors que l'embryon de colonie du Cap comptait 134 salariés de la Compagnie des Indes orientales, 35 colons libres, 15 femmes, 22 enfants et 180 esclaves importés d'outre mer.
C'est à Malacca en novembre 1664 que Maria van Riebeeck est décédée alors qu'elle n'avait que 35 ans.
En 1676, la colonisation fut enfin recommandée par la Compagnie des Indes orientales afin de stimuler l'agriculture de la région du Cap.
Jan van Riebeeck est mort à Batavia (l'actuelle Jakarta) sur l'île de Java le 18 janvier 1677.
Il existe aujourd'hui un musée dans sa maison natale à Culemborg, aux Pays-Bas.

## Héritage

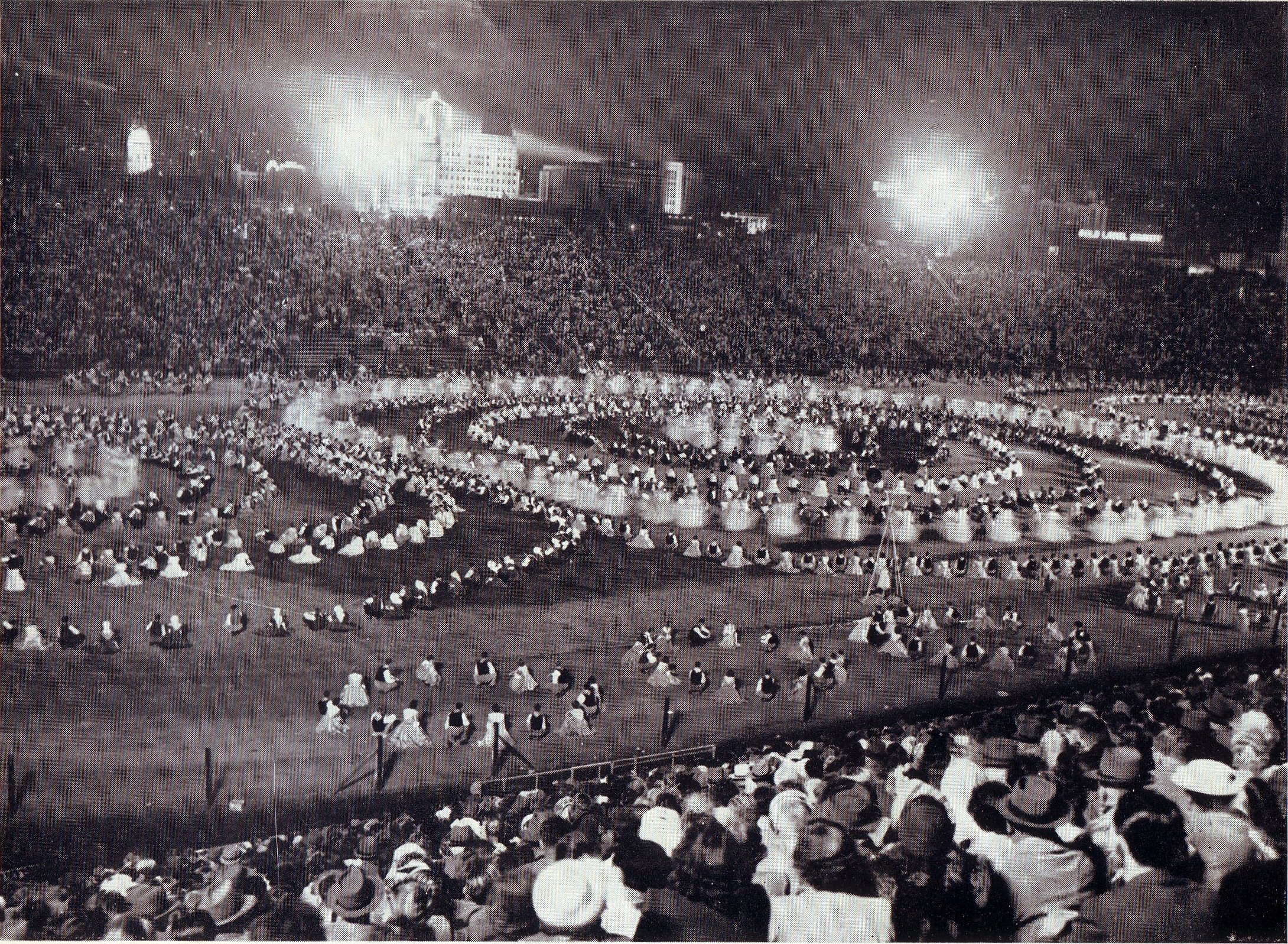
Festivités organisées au Cap en 1952 à l'occasion du tricentenaire du débarquement de Jan van Riebeeck en Afrique du Sud et de la fondation de la ville.

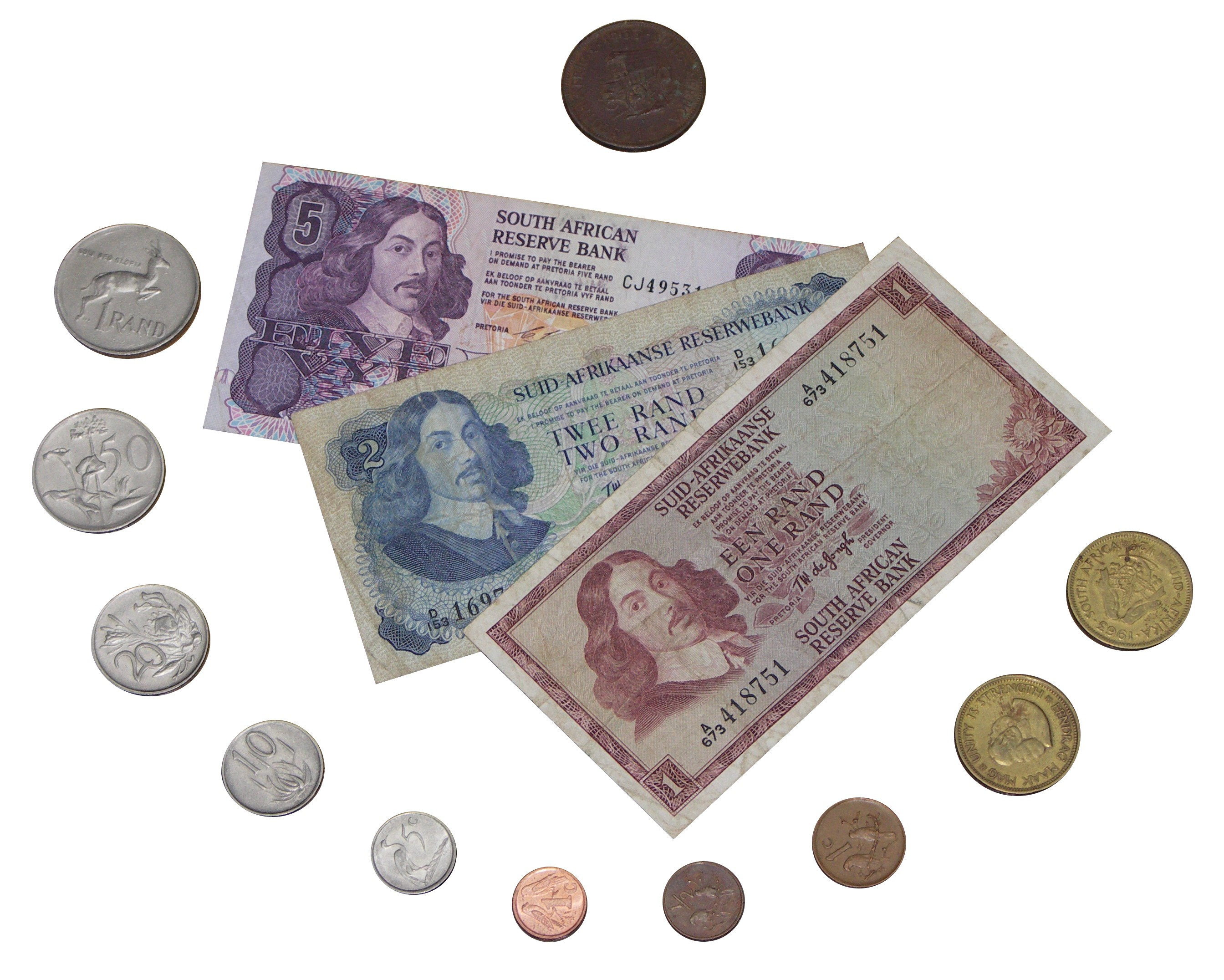
Le rand sud-africain à l'effigie de Jan van Riebeeck de 1961 à 1992.

Jan van Riebeeck est une personnalité historique et culturelle importante de l'Afrique du Sud. La population afrikaner le considère notamment comme le père de leur nation. Son image a été utilisée abondamment sur les timbres (notamment de 1940 à 1993) et sur les billets de banque (1961-1992).
Le 6 avril devint à la fin des années 1940 une fête nationale et un jour férié d'abord appelé Van Riebeeck's Day puis Founders' Day avant d'être supprimé du calendrier en 1994.
La statue de Jan van Riebeeck, sculptée par John Tweed et offerte à la ville du Cap par Cecil Rhodes en 1899, trône sur Heerengracht Street, l'une des principales voies du city Bowl. La statue de son épouse est située tout près sur la portion d'Adderley Street.
Le blason de la ville du Cap est basé sur celui de la famille Van Riebeeck.
De nombreuses villes et villages du pays disposent de rues baptisées de son nom quand ce n'est pas le village lui-même (Riebeek-Kasteel, Riebeek West).
Le lycée Jan van Riebeeck (Hoërskool Jan van Riebeeck/Jan van Riebeeck High School) est un établissement scolaire prestigieux de la ville du Cap.

## Documents multimédias
- (nl) Film sud-africain sur Jan van Riebeeck et les colons du Cap en 1652.